# Ampelocissus pauciflora
Ampelocissus pauciflora là một loài thực vật hai lá mầm trong họ Nho. Loài này được Merr. miêu tả khoa học đầu tiên năm 1916.